# Verrucella delicatula
Verrucella delicatula is een zachte koraalsoort uit de familie Ellisellidae. De koraalsoort komt uit het geslacht Verrucella. Verrucella delicatula werd in 1910 voor het eerst wetenschappelijk beschreven door Nutting. 